# Лобзовець
Лобзовець (пол. Łobzowiec) — село в Польщі, у гміні Ярачево Яроцинського повіту Великопольського воєводства.
Населення — 290 осіб (2011).
У 1975-1998 роках село належало до Каліського воєводства.

## Демографія
Демографічна структура станом на 31 березня 2011 року:
|          | Загалом | Допрацездатний вік | Працездатний вік | Постпрацездатний вік |
| -------- | ------- | ------------------ | ---------------- | -------------------- |
| Чоловіки | 131     | 28                 | 85               | 18                   |
| Жінки    | 159     | 36                 | 91               | 32                   |
| Разом    | 290     | 64                 | 176              | 50                   |